# Стайнс Таун
ФК «Стайнс Таун» (англ. Staines Town Football Club) — англійський футбольний клуб з міста Стейнс-апон-Теймс, заснований у 1892 році. Виступає в Істмійській лізі. Домашні матчі приймає на стадіоні «Вітшиф Парк», потужністю 3 009 глядачів.